# Sablonnières
 Sablonnières ist eine französische Gemeinde mit 768 Einwohnern (Stand 1. Januar 2022) im Département Seine-et-Marne in der Region Île-de-France. Sie gehört zum Arrondissement Provins und zum Kanton Coulommiers.

## Bevölkerungsentwicklung
| Jahr      | 1962 | 1968 | 1975 | 1982 | 1990 | 1999 | 2007 |
| Einwohner | 417  | 445  | 443  | 524  | 595  | 628  | 677  |

## Sehenswürdigkeiten
- Kirche Saint-Martin (siehe auch: Liste der Monuments historiques in Sablonnières)

## Persönlichkeiten
- René Théophile de Maupeou, Marquis de Sablonnières (1. Hälfte 18. Jahrhundert)